# Isostola superba
Isostola superba är en fjärilsart som beskrevs av Druce 1885. Isostola superba ingår i släktet Isostola och familjen björnspinnare. Inga underarter finns listade i Catalogue of Life.